# OPHL 1911

OPHL Sezona 1911 je bila četrta sezona lige Ontario Professional Hockey League. Izenačen najboljši položaj na lestvici in uspeh v enotekemski končnici proti moštvu Waterloo Professionals je končno zmago prinesel moštvu Galt Professionals. 

## Redna sezona

### Končna lestvica
|      | Moštvo                 | Odigranih tekem | Zmag | Porazov | Remijev | GF  | GA  | TOČ |
| ---- | ---------------------- | --------------- | ---- | ------- | ------- | --- | --- | --- |
| 1    | Galt Professionals     | 19              | 13   | 6       | 0       | 134 | 99  | 26  |
| 2    | Waterloo Professionals | 19              | 13   | 6       | 0       | 85  | 78  | 26  |
| 3    | Berlin Dutchmen        | 18              | 10   | 8       | 0       | 93  | 87  | 20  |
| 4    | Brantford Indians      | 18              | 1    | 17      | 0       | 59  | 107 | 2   |
| Vir: |                        |                 |      |         |         |     |     |     |

## Stanleyjev pokal
Po sezoni je moštvo Galt Professionals izzvalo prvake lige NHA Ottawa Hockey Club za Stanleyjev pokal. Galt je tekmo izgubil z izidom 7-4.  Za Ottawo je tri zadetke dosegel Marty Walsh. 
| Datum          | Zmagovito moštvo   | Izid | Poraženo moštvo    | Lokacija    |
| -------------- | ------------------ | ---- | ------------------ | ----------- |
| 13. marec 1911 | Ottawa Hockey Club | 7–4  | Galt Professionals | Dey's Arena |